# 大比格山
46°08′42″N 7°52′13″E / 46.145122°N 7.870309°E
大比格山（Bigerhorn），是瑞士的山峰，位於該國西南部，由瓦萊州負責管轄，屬於本寧阿爾卑斯山脈的一部分，處於格雷興以南，海拔高度3,626米。